# Дионис (фильм)
«Диони́с» (англ. Dionysus in '69) — американский художественный фильм 1970 года режиссера Брайана Де Пальмы, Роберта Фиоре и Брюса Рубина. Фильм записывает исполнение одноименной пьесы The Performance Group, адаптации «Вакхе» режиссёра Ричарда Шехнера. Он был представлен на 20-м Берлинском международном кинофестивале.

## В ролях
- Сэмюэл Блейзер в роли Корифея/Хора/Самого себя
- Джейсон Боссо в роли посланника/припева/самого себя
- Ричард Диа в роли Кадмуса/Хора/Самого
- Уильям Финли в роли Диониса/Хор/Сам
- Джоан Макинтош в роли Агавы/Хор/Сама
- Вики Мэй в роли хора/сама
- Патрик Макдермотт в роли Тирезиаса/Хора/Самого
- Маргарет Райан в роли хора/она сама
- Уилл Шеперд как Пентей/Хор/Сам
- Сиэль Смит в роли Агавы/Хор/Сама

## Производство
Фильм объединяет последние два представления пьесы, с июня по июль 1969 года, последний был поставлен с большим освещением, для лучшего качества записи. В отличие от предыдущих незаписанных выступлений, актеры не полностью обнажены во время центральных сцен, чтобы обеспечить распространение в кинотеатрах. В фильме используется разделенный экран, чтобы показать как актеров, так и участие зрителей параллельно.